# داء القرص التنكسي
تنكس الأقراص الفقرية أو داء القرص التنكسي (بالإنجليزية: Degenerative disc disease) هو حالة يعاني فيها المصاب بها من الألم في أسفل العمود الفقري ويمكن أن تؤثر على الأنشطة الحياتية المختلفة. وبينما يعتبر تنكس الأقراص الفقرية عملية طبيعية مصاحبة للشيخوخة والتقدم في العمر، إلا إنها يمكن أن تسبب ألم مزمن وخيم لبعض الأفراد.

## الأسباب
تعتبر الرضوح من أكثر الأسباب شيوعاً لداء القرص التنكسي. ويمكن أن تحدث الرضحة في القرص الفقري أثناء رفع الفرد لحمل ثقيل من على الأرض. فبعد الرضحة، تجف الأقراص الفقرية وتفقد قدرتها على امتصاص الصدمات و تقليل الاحتكاكات بين الفقرات. ولا يمكن إعادة اصلاح الفقرات بسبب قلة إمداد الدم الواصل إليها.

## الأعراض
يصاحب داء القرص التنكسي ألم مزمن في أسفل الظهر ينتشر إلى الأوراك، أو ألم في الأرداف أو الأفخاذ أثناء المشي؛ أو وخز فرادي أو ضعف في الركبتين. ويمكن الإحساس بألم مماثل أو يزيد الألم الموجود أصلاً عند الجلوس أو الانحناء أو رفع الأحمال أو الانثناء.ويمكن أن يسبب المرض ألم مزمن في الرقبة أعلى العمود الفقري ينتشر إلى الكتفين والذراعين والكفين.

## العلاج
غالبًا ما يمكن علاج أعراض مرض القرص التنكسي دون الحاجة إلى جراحة. يمكن أن يوفر أحد العلاجات أو مزيج منها مثل العلاج الطبيعي، أو الأدوية المضادة للالتهاب مثل مضادات الالتهاب غير الستيرويدية، أو الشد (traction)، أو حقن الستيرويدات فوق الجافية، راحة كافية من الأعراض المزعجة.
وقد يُوصى بالجراحة إذا لم تؤدِ الخيارات العلاجية التحفظية إلى الراحة خلال فترة من شهرين إلى ثلاثة أشهر للأعراض العنقية، أو 6 أشهر للأعراض القطنية. قد تكون الجراحة ضرورية – وغالبًا ما تكون اندماجًا فقريًا – إذا كان ألم الساق أو الظهر يحد من النشاط الطبيعي، أو إذا كان هناك ضعف أو تنميل في الساقين، أو صعوبة في المشي أو الوقوف، أو إذا كانت الأدوية والعلاج الطبيعي غير فعالة.